# Восставший из ада (фильм, 2022)
«Восста́вший из а́да» (англ. Hellraiser) — американский фильм ужасов о сверхъестественном, снятый режиссёром Дэвидом Брукнером по сценарию Бена Коллинза и Люка Пиотровски по экранному рассказу, который они написали в соавторстве с Дэвидом Гойером. Это перезапуск (ребут) франшизы «Восставший из ада», одиннадцатая часть в целом и вторая адаптация новеллы Клайва Баркера «Связанное адом сердце» 1986 года, которая была адаптирована в фильме 1987 года «Восставший из ада». В фильме снимались Одесса Адлон, Джейми Клейтон, Адам Фэйсон, Дрю Старки, Брэндон Флинн, Аойф Хайндс, Джейсон Лайлс, Йинка Олоруннифе, Селина Ло, Закари Хинг, Кит Кларк, Горан Вишнич и Хиам Аббасс. Фильм повествует о молодой женщине, выздоравливающей от зависимости, которая в конечном итоге получает механическую коробку-головоломку, которая может вызывать сенобитов, гуманоидных существ, которые процветают на боли и удовольствии.
Планы ремейка «Восставшего из ада» были обнародованы в октябре 2007 года, когда, как сообщалось, режиссерами были Александр Бустильо и Жюльен Мори, Баркер продюсировал, а Маркус Данстан и Патрик Мелтон писали сценарий. После того, как Мори и Бустильо покинули проект, к ним присоединились Тодд Фармер и Патрик Люссье, а производство было запланировано на начало 2012 года. Однако после выпуска девятого фильма серии, «Восставший из ада 9» (2011) для сохранения прав Фармер и Люсье больше не участвовали. К 2018 году, после критического и коммерческого успеха «Хэллоуина», Miramax Films подтвердила планы по выпуску новых частей «Восставшего из ада», включая приквел и новую главу сериала. Фильм получил зеленый свет в начале 2019 года, когда Брукнер руководил сценарием, написанным Коллинзом и Пиотровски, а проект переместился на Hulu с Spyglass Media Group и Phantom Four Films. Съемки проходили с сентября по октябрь 2021 года.
Мировая премьера «Восставшего из ада» состоялась на Fantastic Fest 28 сентября 2022 года, а 7 октября он был выпущен Hulu. Фильм получил прохладные отзывы критиков, некоторые сочли его лучше своих предшественников и лучшим со времен оригинального фильма 1987 года. Его хвалили за новый взгляд на сериал, верность тону исходного материала и игру Клейтона, но критиковали за торопливых персонажей и поздний выпуск.

## Сюжет
Устраивая роскошную оргию в своем особняке, инвестор-миллионер-гедонист, коллекционер произведений искусства и светский человек Роланд Войт заставляет бездомного секс-работника Джоуи Коскуну разгадать механическую головоломку, из которой выскакивает лезвие, которое режет Джоуи, а затем открывается портал в другое измерение, из которого вылетают цепи и разрывают его на части.
Шесть лет спустя выздоравливающая наркоманка Райли Маккендри живет со своим братом Мэттом, его бойфрендом Колином и их соседкой по комнате Норой. Райли и ее бойфренд Тревор находят шкатулку-головоломку на заброшенном складе. Вернувшись домой поздно, она спорит с Мэттом, когда он обвиняет ее в рецидиве. В пустом парке она решает головоломку, но не попадает под удар лезвия. Сенобиты, группа изуродованных гуманоидов, появляются и требуют еще одной жертвы взамен Райли. Мэтт, испытывающий чувство вины за свои натянутые отношения с сестрой, обнаруживает, что она словно парализована, и, пытаясь разбудить ее, нечаянно ранится о шкатулку. Он заходит в ближайший туалет, чтобы промыть рану, но затем испытывает головную боль. Выйдя на улицу, Райли замечает, что шкатулка меняет форму, 
слышит крик Мэтта, однако, войдя в ванную, не обнаруживает его там.
Полагая, что именно шкатулка стала причиной исчезновения Мэтта, Райли и Тревор разыскивают бывшего адвоката Войта Серену Менакер в доме престарелых. Когда-то спрятав шкатулку на складе, Менакер пытается отобрать ее у Райли, но режется о лезвие, и ее похищают сенобиты. Посетив заброшенный особняк Войта, Райли узнает из его дневников, что для каждой из 6 конфигураций шкатулки требуется, чтобы ее лезвие отметило жертву для принесения в жертву. По завершении владелец получает «дар» от Левиафана, существа, которое правит Адом. Райли видит призрак Мэтта и с ужасом обнаруживает, что с него содрали кожу.
Колин, Тревор и Нора приезжают на фургоне Тревора, чтобы отвезти Райли домой. Пока Райли рассказывает Колину о своих находках, Нора нажимает на выключатель в баре, который открывает потайной ход. Тревор неосторожно захлопывает дверь, запирая ее в коридоре, и тут изувеченный Войт, спрятавшийся за стенами, наносит ей удар шкатулкой. Группа сбегает из особняка, чтобы обратиться за помощью, но сенобиты похищают Нору, над которой насмехается, пытает и сдирает кожу в полуразрушенном коридоре их лидер, Священник. Фургон разбивается после того, как Райли видит отражение пыток Норы в зеркале заднего вида, после чего появляется Священник. Райли отказывается от предложения Священника обменять Мэтта на две жертвы, ей приказывают принести в жертву либо двух человек, либо себя. После того, как сенобит, известный как Щелкун, ранит Тревора, Райли решает следующую задачу и режет Щелкуна, которого разрывают на части в качестве следующей жертвы.
Трио отступает в особняк, понимая, что стальные двери не позволят сенобитам проникнуть внутрь. Оставив Тревора отдыхать, Райли и Колин планируют заманить в ловушку сенобита, известного как Асфикс, в качестве последней жертвы, но она роняет шкатулку. Появляется Войт, поднимает ее и ранит Колина, рассказывая, что он искал «ощущений» после завершения всех своих жертвоприношений, но вместо этого к нему было прикреплено хитроумное устройство, которое случайным образом перекручивает его нервные окончания. Он беседует с Тревором наедине, рассказывая, что нанял его для поиска подходящих людей, затем завершает последнюю конфигурацию и заманивает сенобитов в ловушку, требуя, чтобы они попросили Левиафана освободить его. Пока Левиафан появляется над особняком, Райли достает шкатулку, отпирает стальные двери и спасает Колина от пыток, нанеся удар Тревору, отметив его как последнюю жертву. Тем временем Священник предупреждает Войта, что его дар можно только обменять, но не отменять; он принимает ее предложение «власти», освобождается от своего хитроумного приспособления и исцеляется, но Левиафан немедленно пронзает его большой цепью и уносит прочь.
После завершения жертвоприношений сенобиты предлагают воскресить Мэтта. Райли отказывается, понимая, что их дары принесут боль, и решает смириться со смертью Мэтта. Священник хвалит ее за то, что она выбрала Конфигурацию Плача, жизнь, полную сожалений и горьких и недолгих страданий, сенобиты исчезают, и шкатулка принимает изначальную кубическую конфигурацию. Когда пара покидает особняк, Колин спрашивает молчаливую Райли, был ли ее выбор оправдан; тем временем в мире Левиафана Войт проходит жестокую трансформацию в нового сенобита.

## В ролях
- Одесса Адлон — Райли
- Джейми Клейтон — Пинхед[5]
- Брэндон Флинн — Мэтт
- Горан Вишнич — Роланд Войт
- Дрю Старки — Тревор
- Адам Фейсон — Колин
- Ифа Хайндс — Нора
- Селина Ло — Гасп, сенобит
- Хиам Аббасс — Серена Менакер

## Производство

### Разработка
В октябре 2006 года Клайв Баркер объявил на своем официальном веб-сайте о намерении написать сценарий для предстоящего ремейка оригинального фильма «Восставший из ада», который должны были выпустить Dimension Films. В октябре 2007 года Жюльен Мори и Александр Бустильо должны были стать режиссерами. В январе 2008 года проект под названием «Клайв Баркер представляет: Восставший из Ада» (англ. Clive Barker Presents: Hellraiser) был отложен до неустановленной даты в 2009 году из-за неудовлетворенности студии сценарием Мори и Бустильо. В феврале 2008 года Маркус Данстэн и Патрик Мелтон были приглашены для переписывания сценария, и весной этого года готовились начать производство. Но в июне 2008 года они отказалась от проекта, чтобы работать над «Хэллоуином 2». В октябре того же года режиссёром фильма должен был стать Паскаль Ложье, однако позднее он отказался от участия в проекте из-за «творческих разногласий с продюсерами» и покинул проект в июне 2009 года, Ложье хотел очень серьезного подхода, тогда как продюсеры хотели более коммерческий фильм, который бы понравился подростковой аудитории.
В мае 2019 года стало известно, что разработкой перезапуска «Восставшего из ада» займётся киностудия Spyglass Media Group. В апреле 2020 года Дэвид Брукнер был утверждён в качестве режиссёра фильма, а Бен Коллинз и Люк Пиотровский — в качестве сценаристов.

### Съёмки
В сентябре 2021 года Гойер объявил, что съёмки фильма уже идут. В октябре 2021 года стало известно о завершении съёмок. Брукнер и съемочная группа обратились к Дугласу Брэдли с просьбой сыграть эпизодическую роль в фильме, но Брэдли отказался по двум причинам: во-первых, из-за возможных осложнений из-за продолжающейся пандемии COVID-19, а во-вторых, из-за его желания оставить нетронутым наследие своего выступления в роли Пинхеда.

## Премьера
Мировая премьера фильма состоялась 28 сентября 2022 года на фестивале Fest Fantastic Fest в Остине (штат Техас). Фильм был показан на фестивале Beyond Fest в Санта-Монике (штат Калифорния) 4 октября 2022 года. Фильм был выпущен в США компанией Disney Platform Distribution через эксклюзивную трансляцию на платформе Hulu 7 октября 2022 года. Фильм также выйдет на платформах Disney+ в нескольких странах и Star+ в Латинской Америке.
«Восставший из ада» был выпущен на DVD компанией Paramount Home Entertainment в Великобритании 27 марта 2023 года.

## Критический прием
На сайте-агрегаторе обзоров Rotten Tomatoes 65 % из 140 рецензий критиков являются положительными со средней оценкой 6,2/10. Консенсус веб-сайта гласит: «Подарок для многострадальных фанатов после многочисленных некачественных сиквелов, „Восставший из ада“ Дэвида Брукнера открывает коробку с головоломкой для того, чтобы вернуть эту франшизу на правильный путь». На сайте Metacritic, который использует средневзвешенное значение, фильм имеет 55 баллов из 100 (по оценкам 25-и критиков), что указывает на «смешанные или средние отзывы».
Кэти Райф из Polygon раскритиковала персонажей и продолжительность, но похвалила декорации и игру Клейтон и в целом сочла, что фильм «может быть даже вторым лучшим в сериале после второго фильма». Дэйв Уайт из TheWrap написал: «Воплощая первоначальный замысел Клайва Баркера об „отталкивающем гламуре“, эти сенобиты молча скользят по подиуму ада. Задача заключалась в том, чтобы были „красная плоть и сырое мясо, но сделайте это модным“, и их работа — элегантный слэм-данк». Марк Хэнсон из Slant Magazine назвал это «беззубым ретроградным предприятием».

## Продолжение
В октябре 2023 года Брукнер выразил заинтересованность в разработке продолжения в зависимости от предполагаемого успеха картины 2022 года и коллективного интереса аудитории. В марте 2024 года продюсер Кейт Левин подтвердил, что в сотрудничестве с Брукнером ведется работа над продолжением.